# 哈尔滨古典音乐广播
哈尔滨古典音乐广播，是哈尔滨广播电视台的一个频道。内容以古典音乐为主，广播范围为哈尔滨市全部，全天24小时播音，使用FM102.6MHz及网络播出节目。

## 历史
- 2015年2月2日，开始试播。
- 2015年3月2日，正式开播。